# Boleslas III Bouche-Torse
Pour les articles homonymes, voir Boleslas.
Boleslas III Bouche-Torse (en polonais Bolesław III Krzywousty), né le 20 août 1086 à Płock et mort le 28 octobre 1138 à Sochaczew, est duc de Pologne de 1102 à 1138, il est le fils de Ladislas Ier Herman et de Judith de Bohême, la fille de Vratislav II de Bohême. Il appartient à la dynastie des Piast.

## Règne

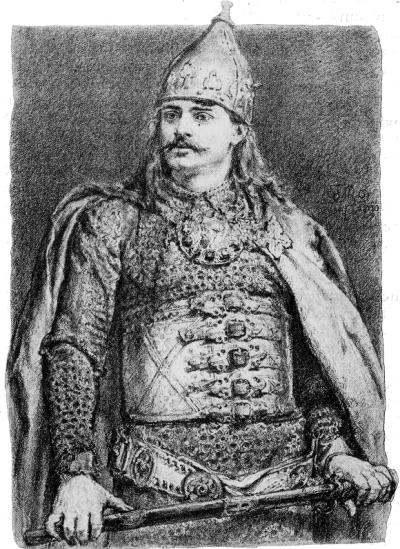
Boleslas III par Jan Matejko (1838-1893).

### Confirmation de la légitimité du frère aîné deBoleslasIII
En 1097, Ladislas Ier Herman est contraint par les partisans des Piast de partager son territoire avec Zbigniew, son fils illégitime, et Boleslas III Bouche-Torse. Zbigniew reçoit la Grande-Pologne, la Cujavie, Sieradz et Łęczyca. Boleslas III Bouche-Torse reçoit la Petite-Pologne, la Silésie, Lubusz et un petit territoire à l’ouest de la Grande-Pologne. Ladislas Ier Herman conserve la Mazovie et les grandes villes du territoire de Boleslas III, tout en restant le princeps, c’est-à-dire le duc le plus important. En 1099, Boleslas III, qui s’est lié d'amitié avec son oncle, le duc Bretislav II de Bohême, reçoit de celui-ci une part du tribut annuel que paie Ladislas Ier Herman pour la Silésie. En échange, il est probable que Boleslas III cède à la Bohême la région de Kłodzko. Après la mort de Ladislas Ier Herman en 1102, ses deux fils entrent en compétition pour prendre l’ascendant l’un sur l’autre. Boleslas III Bouche-Torse hérite du titre de princeps et continue, comme son père, de résider à Płock. Boleslas III commence à préparer une guerre pour récupérer la Poméranie.

### Lutte fratricide pour le pouvoir
Grâce à l'intervention de Baudouin, candidat de Boleslas pour le futur évêque de Cracovie, auprès du Saint-Siège, le 15 novembre 1102, Boleslas épouse l'orthodoxe Zbysława, fille du grand prince de Kiev Sviatopolk II et sœur d’Iaroslav de Volhynie, faisant ainsi une précieuse alliance en cas de conflit avec son frère. De son côté, Zbigniew fait une alliance avec les Poméraniens (qui sont dans la ligne de mire de Boleslas) et avec les Tchèques (se rapprochant ainsi du Saint-Empire).
En 1104, Zbigniew incite les Tchèques et les Poméraniens à attaquer Boleslas sur deux fronts. Le territoire de Boleslas est gravement ravagé. La même année, Boleslas fait un traité d’assistance mutuelle avec Coloman de Hongrie. Si l’un est attaqué par le Saint-Empire, l’autre attaque la Bohême. Boleslas III Bouche-Torse se rapproche également du Saint-Siège, hostile au Saint-Empire.
En 1106, Boleslas et Zbigniew font un pacte par lequel ils s’engagent à ne pas faire d’alliances séparées et à s’entraider contre leurs ennemis. Alors que Boleslas III Bouche-Torse envahit la Poméranie, Zbigniew refuse de l’aider et envoie son armée pour l'attaquer par derrière sur la frontière poméranienne. Zbigniew préférait rester allié avec les Poméraniens plutôt que de voir ceux-ci ravager son territoire pour venger l’agression de Boleslas. Ce dernier s’assure de la neutralité de la Bohême avant d’attaquer Zbigniew et de s’emparer de Kalisz, Gniezno, du château de Spicymierz et de Łęczyca. Ensuite, avec les troupes russes et hongroises, il commence à repousser Zbigniew hors de Mazovie. Zbigniew doit déposer les armes. À la suite de la médiation de l'évêque Baudouin, Boleslas III Bouche-Torse ne lui laisse que la Mazovie, en tant que fief et non en tant que duché indépendant.
En 1107, alors que Boleslas attaque et occupe les villes poméraniennes de Białogard et Kołobrzeg, Zbigniew n’honore pas son engagement de vassal et n’envoie pas de troupes pour l’aider. Boleslas expulse Zbigniew qui se tourne vers la Bohême et le Saint-Empire. En 1108, le Saint-Empire attaque la Hongrie. En vertu du traité d’assistance de 1104, Boleslas III Bouche-Torse attaque la Bohême. En 1109, les Poméraniens décident de soutenir Zbigniew dans sa quête du trône et attaquent la Mazovie. Boleslas écrase les Poméraniens à Nakło, qu’il occupera ainsi que six autres villes de la région poméranienne recouvrant l’estuaire de la Vistule. La même année, pour soutenir Zbigniew, Henri V du Saint-Empire et la Bohême envahissent la Pologne sous le prétexte officiel de venger l’attaque polonaise de 1108 contre la Bohême. L’invasion impériale empêche Boleslas de poursuivre la conquête de la Poméranie. L’offensive sur la Silésie se termine par la défaite des troupes impériales lors de la bataille de Psie Pole (en), près de Wrocław. Henri V est obligé de se replier, ayant dévasté une grande partie de la Pologne et plusieurs villes.
En 1110, Zbigniew et ses alliés tchèques continuent à attaquer les villes frontalières polonaises. En réaction à l’attitude hostile de la Bohême, Boleslas III Bouche-Torse aide Bořivoj II à monter sur le trône de Bohême devenu vacant. Bořivoj sera rapidement renversé et exilé par son frère Vladislav Ier de Bohême. Boleslas III Bouche-Torse essayera alors de placer Sobeslav Ier, le jeune frère de Bořivoj, sur le trône de Bohême. En 1111, un traité est conclu entre la Pologne et la Bohême : chaque signataire accepte de ne pas encourager chez lui un prétendant à la couronne du pays voisin.
En 1112, Boleslas autorise le retour de Zbigniew, l’accuse de trahison et lui fait crever les yeux, ce dont il mourra rapidement,.

### Conquête et christianisation de la Poméranie
En 1113, les Polonais défont le duc Świętopełk de Poméranie et prennent Nakło. Ils ouvrent une route à travers les marais de la Noteć, la clef vers le bassin de la Vistule. En 1115, Boleslas Bouche-Torse épouse Salomé von Berg avant d'envahir l'année suivante la région poméranienne de Gdańsk. En 1117, Bouche-Torse étouffe la révolte du palatin Skarbimir, à qui il fait crever les yeux, et le remplace par Piotr Włostowic. En 1119, il réunit la Poméranie orientale à la Pologne.
Les premières attaques contre la Poméranie occidentale commencent en 1119. En 1121, Bouche-Torse s’empare de Szczecin. Il réunit la Poméranie occidentale à la Pologne, le prince poméranien Warcisław Ier reconnaissant la suzeraineté de la Pologne.
En 1124, Boleslas III Bouche-Torse confie la christianisation de la Poméranie occidentale à Othon de Bamberg, l’évêque de Brandebourg. Wojciech, l’aumônier de Boleslas, sera nommé premier évêque de Poméranie à Kołobrzeg. En 1128, Othon de Bamberg entreprend une deuxième mission de christianisation en Poméranie, sous le patronage du roi germain Lothaire II.

### Relations extérieures
En 1129, Boleslas III Bouche-Torse conclut une alliance avec les Danois.
Depuis la mort de son père, Boleslas devait faire face à l’attitude belliqueuse des Tchèques qui ont soutenu son demi-frère Zbigniew. En 1114, il reprend Kłodzko, la porte de la Bohême. En 1132, les Tchèques attaquent et ravagent la Silésie. En 1137, à Kłodzko, un accord de paix normalise les relations entre la Bohême et la Pologne.
De 1132 à 1134, Boleslas III Bouche-Torse et la Rus' de Kiev soutiennent Boris qui veut s’emparer du trône hongrois, sans succès.
Depuis le début de son règne, les relations avec le Saint-Empire qui soutenait son demi-frère Zbigniew se sont gravement détériorées. La défaite de l’empereur Henri V à Psie Pole a calmé pendant un temps les appétits du Saint-Empire. En 1133, le pape Innocent II, subissant les pressions du Saint-Empire, publie une bulle refusant l’indépendance de l’archevêché de Gniezno. Tous les évêchés polonais sont rattachés à celui de Magdebourg. Les Polonais, par l’intermédiaire de l’archevêque Jacques de Znina, font appel de cette décision et se rapprochent de l’antipape Anaclet II. En août 1135, à Mersebourg, Boleslas III Bouche-Torse se reconnaît vassal de l’empereur Lothaire II et accepte de lui payer un tribut annuel. En échange, il obtient la reconnaissance de l’indépendance de l’archevêché de Pologne mais la Poméranie occidentale devient fief de l’empereur Lothaire. Le 7 juillet 1136, la Bulle de Gniezno du pape Innocent II confirme l’indépendance de l’Église polonaise.

### Testament
Boleslas III Bouche-Torse meurt le 28 octobre 1138. Son testament, rédigé quelques années auparavant et inspiré des coutumes de Kiev, marque le début du démembrement territorial de la Pologne. Il partage son État entre ses quatre fils, chacun recevant un duché héréditaire. Ladislas II le Banni reçoit la Silésie (avec Wrocław comme capitale), Boleslas IV le Frisé reçoit la Mazovie et la Cujavie (avec Płock comme capitale), Mieszko III le Vieux reçoit la Grande-Pologne (avec Poznań comme capitale), Henri reçoit le duché de Sandomierz (avec Sandomierz comme capitale). L’aîné des représentants mâles de la dynastie Piast, Ladislas II le Banni, devient le princeps (ou senior) et à ce titre, gouverne également la Petite-Pologne (avec Cracovie comme capitale), la Grande-Pologne orientale avec Gniezno et Kalisz, la Poméranie occidentale, la Poméranie orientale ainsi que la région de Łęczyca et de Sieradz (après la mort de Salomé). C’est lui qui décide en dernier ressort sur les questions de politique étrangère, conclut les traités, déclare les guerres, a le droit d’investiture, est le chef et le juge suprême.
Casimir II le Juste, qui n’était pas né lors de la rédaction du testament, ne reçoit rien.

## Descendance
Boleslas III épouse en premières noces (1103) Zbysława (Zbyslava), fille du grand prince de Kiev Sviatopolk II, dont :
- Ladislas II le Banni (1105 - 30 mai 1159) ;
- ?, garçon (v. 1107-1108 - après 1109) ;
- ?, fille (née avant 1111).

Il épouse en secondes noces (1115) Salomé von Berg, dont :
- Leszek (1115 - avant 1138) ;
- Richiza (19 avril 1116 - 23 juin 1185) ;
- ?, fille (née avant 1119) ;
- Kazimierz (16 août 1122 - 19 octobre 1131) ;
- Gertruda (v. 1123-1124 - 7 mai 1160) ;
- Boleslas IV le Frisé (1125 - 3 avril 1173) ;
- Mieszko III le Vieux (1126 - 13 mars 1202) ;
- Henri de Sandomierz (1127 - 18 octobre 1166) ;
- Dobroniega (en) (1128 - après 1147) ;
- Judith (en) (née en 1132) ;
- Zofia (morte le 10 octobre 1136) ;
- Agnès (en) (1137 - après 1182) épouse de Mstislav II de Kiev ;
- Casimir II le Juste (1138 - 5 mai 1194).